# Іньякі Урдангарін
Іньякі Урдангарін Ліебаерт (ісп. Iñaki Urdangarin Liebaert; нар. 15 січня 1968, Сумаррага, Країна Басків, Іспанія) — іспанський гандболіст та підприємець. Чоловік інфанти Крістіни — дочки короля Хуана Карлоса I.

## Ранні роки та освіта
Іньякі Урдангарін народився 15 січня 1968 року в місті Сумаррага в Країні Басків на півночі Іспанії. Був сином Хуана Марії Урдангаріна Берріочоа (19 вересня 1932 — 10 травня 2012), інженера та бізнесмена у хімічній та банківській галузях, та Клер Франсуази Ліебаерт Куртен (нар. 16 липня 1935), що мала баскське та бельгійське (і валлонське, і фламандське) походження. В Іньякі було шість суродженців.
Після «індивідуального навчання» Урдангарін здобув ступінь магістра ділового адміністрування.

## Спортивна кар'єра
У 18 років Урдангарін став професійним гандболістом та грав у гандбольному клубі «Барселона» до 2000 року. Водночас він навчався в Escuela Superior de Administración y Dirección de Empresas (ESADE), де здобув ступінь магістра ділового адміністрування.
У складі чоловічої збірної Іспанії з гандболу грав на Олімпійських іграх 1992, 1996 та 2000 років; у 2000 році був капітаном своєї команди. На змаганнях 1996 та 2000 років збірна здобула бронзові медалі.
З 4 квітня 2001 року Урдангарін був членом Олімпійського комітету Іспанії; 16 лютого 2004 року обраний першим заступником голови комітету. У 2001 році отримав Орден «За спортивні заслуги».
У вересні 2001 року повідомлялося про те, що Урдангарін був призначений директором з планування та розвитку компанії Octagon Esedos, яка спеціалізується на спортивному маркетингу.

## Корупція та переслідування
У листопаді 2011 року Іньякі Урдангаріна та ще 14 осіб звинуватили в шахрайстві. На думку слідства, його «Noos Institute», зареєстрований як некомерційна організація, використовували для укладання контрактів із місцевою владою Іспанії за завищеними цінами. Через офшорні компанії кошти надходили на особисті рахунки Урдангаріна. За даними слідства, за весь час існування фонду Урдангарін отримав 6 млн євро переважно від влади Валенсії та Балеарських островів.
6 лютого 2012 року Урдангарін постав перед судом. Процес проходив на Майорці.
Прокурор Педро Оррач вимагав ув'язнити Урдангаріна на 19 з половиною років та накласти штраф у розмірі 980 тис. євро. 17 лютого 2017 року суд виніс вирок Урдангаріну, ув'язнивши його на 6 років та 3 місяці з накладенням штрафу в 512 тис. євро. 12 червня 2018 року Верховний суд Іспанії підтвердив вирок, щоправда, зменшивши термін ув'язнення до 5 років 10 місяців. 18 червня Урдангарін прибув до жіночої в'язниці у Брієві, яку вибрав для відбуття покарання. З 2021 року Урдангаріна відпустили із в'язниці, зобов'язавши з'являтися до неї раз на тиждень.

## Родина
4 жовтня 1997 року в Барселоні Іньякі Урдангарін одружився з інфантою Крістіною — дочкою тодішнього іспанського короля Хуана Карлоса I та королеви Софії. На честь цієї події король Хуан Карлос І надав їм титул герцога та герцогині Пальма-де-Майоркських. Подружжя мало четверо дітей:
- Хуан Валентин (нар. 29 вересня 1999 року)
- Пабло Ніколас Себастьян (нар. 6 грудня 2000 року)
- Мігель (нар. 30 квітня 2002 року)
- Ірен (нар. 5 червня 2005 року).

24 січня 2022 року Крістіна та Урдангарін оголосили про своє розлучення. Процес ініціювала інфанта у зв'язку з подружньою зрадою свого чоловіка. Пара остаточно розлучилася у грудні 2023 року.

## Нагороди
Іспанські
- Орден «За спортивні заслуги» (30 листопада 2001)[10]

Закордонні
- Німеччина: Орден «За заслуги перед Федеративною Республікою Німеччина» (11 листопада 2002)[21]
- Люксембург: Орден Дубового вінця (7 травня 2001)[22]